# Panorpa claripennis
Panorpa claripennis is een insect uit de orde van de schorpioenvliegen (Mecoptera), familie van de schorpioenvliegen (Panorpidae). De wetenschappelijke naam van de soort is voor het eerst geldig gepubliceerd door Hine in 1901.
De soort komt voor in het noordoosten van de Verenigde Staten en het zuidoosten van Canada.